# Rubén Ruibal

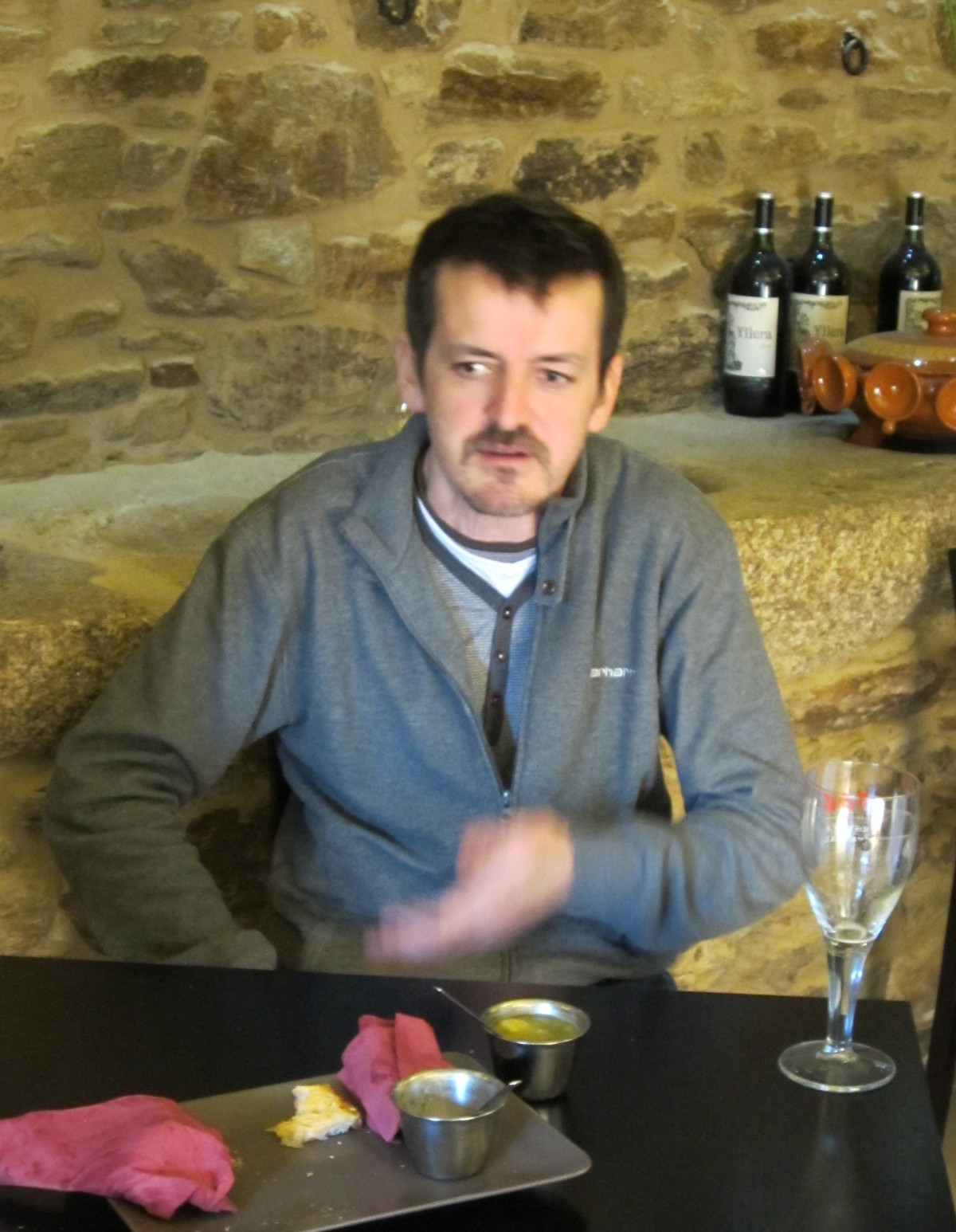
Rubén Ruibal.

Rubén Ruibal Armesto (Ribadeo, 1970) es un actor, escritor y dramaturgo español.

## Biografía
Nació en Ribadeo (Lugo) en 1970. Formó parte durante diez años de la compañía Teatro do Aquí, colaborando con Roberto Vidal Bolaño. En 2000 constituyó, junto con Carlos Losada, la compañía Teatro Cachuzo, que llevó a escena sus textos teatrales.
En 2007 ganó el Premio Nacional de Literatura de España en la modalidad dramática con la obra Limpeza de sangue, dos años después de ser galardonada con el Premio Álvaro Cunqueiro de Textos Teatrales por el Instituto Galego das Artes Escénicas. Entre los autores que él mismo reconoce como maestros destacan: Roberto Vidal Bolaño, Álvaro Cunqueiro, Julio Cortázar, Bohumil Hrabal y Suso Pensado..